# Ben Shemen (Siedlung)
Ben Shemen (hebräisch בֶּן שֶׁמֶן Ben Schemen, deutsch ‚Sohn/Kind des Öls‘, sinngemäß Träger der Fettlebe, des Wohllebens, des fetten Bodens) ist eine Siedlung in Israel und liegt ungefähr vier Kilometer östlich von Lod im Zentralbezirk. Der Name der Siedlung ist dem Buch Jesaja entlehnt worden. Ben Schemen im Mutesarriflik Jerusalem war nach 1900 eine der ersten jüdischen Siedlungen im Heiligen Land und hatte große Bedeutung für die Herausbildung einer jüdischen Landwirtschaft. Später wurde es bekannt durch das 1927 von Siegfried Lehmann gegründete Kinder- und Jugenddorf Ben Schemen.

## Geschichte
Im Jahr 2001 wurde beim Autobahnbau in der Nähe Ben Schemens eine alte Ölpresse entdeckt. Sie stammte aus dem sechsten Jahrhundert n. Chr., einer späten Phase der Besiedlung in dieser Gegend, und bezeugte, dass Ben Schemen zu einer Gruppe von Siedlungen aus der Römerzeit in der Tiefebene von Lod gehörte. Stärker ins Bewusstsein der Geschichte rückte die Gegend aber erst durch den jüdischen Landerwerb zu Beginn des 20. Jahrhunderts und der damit verstärkt einsetzenden jüdischen Besiedelung Palästinas.

### Der Landerwerb
Um das Jahr 1905 herum erwarb die Anglo-Palestine Bank im ʿEmeq Lod (Tal von Lod; häufig auch: Lydda) und in der Nachbarschaft zu dem arabischen Dorf Haditha (auch: Al-Haditha), das 1948 im Israelischen Unabhängigkeitskrieg zerstört wurde 2.330 Dunam Land. Über das genaue Datum gibt es recht widersprüchliche Angaben. Ari Shavit spricht davon, dass der Landerwerb im „Herbst 1903, im Anschluss an den Sechsten Zionistischen Kongress,“ erfolgt sei. Die Encyclopedia Judaica (siehe Weblinks) spricht von 1904 und Alex Bein datiert den Landerwerb auf die Zeit zwischen 1905 und 1907. Der Jüdische Nationalfonds (JNF) schreibt auf seiner Webseite, nach Chaderah (1903) seien 1905 Ländereien in der Nähe des Sees Genezareth und eben Ben Schemen seine ersten Landaufkäufe in Palästina gewesen. Die Besitzung habe ursprünglich den Namen Beit ʿArif getragen, aus der dann Ben Schemen geworden sei. Diese unterschiedlichen Datierungen sind vermutlich auch eine Folge der wechselnden Besitzverhältnisse, denn der Ersterwerber der Ländereien, die Anglo-Palestine Bank hat diese etwa 1907/1908 in das Eigentum des JNF überführt. Je nach Quelle gibt es auch hier unterschiedliche Angaben über den Zeitpunkt der Eigentumsübertragung.

### Die Ölfabrik von Nahum Wilbush
Eine erste Entwicklung auf dem neu erworbenen Land ergab sich aus einem Teilverkauf. 1905 veräußerte die Anglo-Palestine Bank aus ihrem Besitz 100 Dunam Land an Nahum Wilbush, eigentlich Nachum Wilbuschewitz (1879–1971), einen aus Litauen stammenden „Maschinenbauingenieur. Er ging 1903 nach Eretz Israel und gründete ʿAtid, die erste Speiseölfabrik des Landes, zunächst in Ben Sבhemen und später in Haifa.“ Auf der Webseite der heute in Haifa ansässigen Shemen Industries Ltd. gibt es allerdings eine etwas abweichende Darstellung. Danach war Nahum Wilbush Leiter einer zionistischen Chovevei-Zion-Gruppe aus Minsk. Nach dem Erwerb des dicht mit Oliven bewachsenen Geländes sei er durch Europa gereist, um den Prozess der chemischen Extraktion zu erlernen und die erforderlichen Geräte zu bestellen. Sein Interesse habe nicht primär der Produktion von Olivenöl gegolten, sondern der Verwertung der Pressrückstände für Sekundärprodukte, etwa von Seifen. „Die Fabrik ›Chadid‹, später bekannt als ›Ben-Schemen‹, wurde 1905 mit finanzieller Unterstützung von Juden aus Tzritzin gegründet, die das Unternehmen von Wilbosh unterstützten. Die Fabrik nahm ihren Betrieb Ende Januar 1906 auf, als alle Geräte eintrafen. Die erste Saison war nicht besonders gesegnet – von 260 Tonnen Raps wurden nur 10 % Öl produziert, und am Ende der Saison reduzierte sich die Ölmenge auf nur 5–6 %. Die Fabrik wurde von Petach-Tiqwah und den Bauern von Rechovot genutzt.“
Ob Wilbushs Ölfabrik erst den Namen Chadid (חָדִיד Chadīd) trug, oder schon von Anfang an den Namen ʿAtid (עָתִיד ʿAtīd, deutsch ‚Zukunft‘), ist nicht eindeutig zu klären. Auch die Webseite der Shemen Industries Ltd. lässt das offen. Dort taucht der Begriff »“Atid” Factory« zwar als Zwischenüberschrift auf, doch dann heißt es unter Anspielung auf die Schwierigkeiten, mit der die Fabrik zu kämpfen hatte: „Trotz der Schwierigkeiten gab Nahum Wilbusch nicht auf, und 1919 gründete er zusammen mit seinen Brüdern Mosche und Gedaliah Wilboschvitz und Eliyahu Panison die Firma „Shemen“ in London. Da sie für den Export einen zollfreien Hafen benötigten, planten sie den Bau eines solchen in der Nähe von Caesarea. Häuser wurden gemietet und Konzepte geschrieben, aber die britische Regierung widersprach trotz der Lobbyunterstützung durch Zeev Jabotinskys. 1922 begannen Nahum und Gedaliah Wilbuschewitz mit der Gründung der Fabrik „Schemen“ nahe der Fabrik „ʿAtid“ und begannen mit der Montage der Maschinen. In der neuen Fabrik wurden fortschrittliche Fertigungsmethoden und Maschinen integriert – hydraulische Pressen und Dieselmotoren sowie eine moderne Raffinerie und Seifenfabrik. Die Motoren der Fabrik wurden im Dezember 1924 vom britischen Hochkommissar Sir Herbert Samuel eingeweiht.“ Ob der Satz »1922 begannen Nachum und Gedaliah Wilbuschewitz mit der Gründung der Fabrik „Schemen“ nahe der Fabrik „ʿAtid“« bedeuten soll, Schemen und ʿAtid zu diesem Zeitpunkt noch zwei getrennte Fabriken waren, ist ebenso unklar wie der Ort, wo diese Nachbarschaft angesiedelt war. Die Encyclopaedia Judaica unterstellt einerseits, dass Wilbuschs Firma schon von Anfang an den Namen ʿAtid getragen habe, spricht andererseits aber davon, Shemen Factory sei Anfang der 1920er Jahre in Haifa angesiedelt worden.
In der Literatur wird der Name ʿAtid überwiegend als Gründername der Fabrik in Ben Schemen verwendet, und das Jahr 1905, das Jahr ihrer Gründung, gilt auch als das Gründungsjahr von Ben Schemen. Die heutige Shemen Industries Ltd. hält sich zugute: „Die Fabrik „Schemen“ unternahm große Anstrengungen, um den Konsum israelischer Produkte anzuregen und zu vermarkten, und sie gehörte zu den ersten Fabriken, die einen großen Anteil am Aufbau des Landes hatten.“ Ihr Gründer, Nachum Wilbusch, war auch Mitglied einer Delegation, die im Rahmen des Britischen Uganda-Programms Ostafrika bereiste, um dort eine Zuflucht für Juden zu finden.

### Die Schule und die Ausbildungsstätte von Israel Belkind
Ebenfalls um 1905 herum, aber nach Nachum Wilbusch, erwarb Israel Belkind 50 Dunam Land von der Anglo-Palestine Bank für den Aufbau eines landwirtschaftlichen Lehrbetriebs. Auch in Bezug auf diese Gründung gibt es widersprüchliche Informationen. So heißt es auf einer Webseite der Jewish Agency for Israel: „1903 gründete Belkind in Me'ir Schfejah, in der Nähe von Sichron Jaʿaqov, eine Landwirtschaftsschule für im Pogrom von Kischinjow verwaiste Jugendliche, aber die Schule scheiterte drei Jahre später aus Geldmangel.“ Bei Shefeya handelt es sich um Meir Shfeya und dort habe Belkind 1903 Qirjat Sefer gegründet, aber: „Nach zwei Jahren Streit mit den Abgesandten des Barons in der Kolonie wurde Belkind aufgefordert, die Kinder nach Ben-Schemen zu bringen.“ Erst Alex Bein beschreibt die Geschichte von Qirjat Sefer in einer Weise, die den Zusammenhang zwischen den einzelnen Orten plausibel werden lässt:

„In der Zwischenzeit ereignete sich das Kischinjow-Pogrom, und auf Ussishkins Initiative wurde ein Fonds für die Überführung der Waisenkinder der in den Pogromen getöteten Juden nach Palästina eingerichtet, wo sie ausgebildet werden sollten. Aus diesem Fonds wurde der Kauf von 5.000 Dunam für eine Ausbildungsfarm und die spätere Ansiedlung der Waisenkinder auf dem Land vorgesehen. Auch für die Schule sollte Belkind ein Betrag zur Verfügung gestellt werden. Die Vorbereitungen für die Umsetzung des Projekts verzögerten sich jedoch, und Belkind, der nicht warten wollte, schiffte sich im Dezember 1903 nach Palästina ein und nahm 52 Waisenkinder mit, für die er vorübergehend eine Unterkunft in Rischon LeZion und Me'ir Schfejah (bei Sichron Jaʿaqov) fand. Er baute ein Schulhaus und einen Bauernhof in Ben Schemen aus Mitteln, die er selbst gesammelt hatte. Die Gebäude wurden 1906 fertiggestellt. Die Schule war bereits in provisorischen Räumen eröffnet worden; aber die neuen Gebäude hatten alle Ressourcen von Belkind erschöpft, so dass er die Schule schließen und ins Ausland gehen musste, um mehr Geld zu akquirieren.“

Aus Belkinds Geldbeschaffungsplänen wurde nichts, denn „nach 1906 wanderte Belkind durch Eretz Yisrael und das Ausland und fand nie wirklich ein dauerhaftes Zuhause“. Die von ihm gegründete Schule und das komplette Qirjat Sefer blieben geschlossen und wurden später von Yitzhak Wilkansky (siehe unten) übernommen.

### Das Olivenhain-Projekt
1903 kam der sechste Zionistenkongress zu der Auffassung, unter dem Dach des JNF einen Fonds anzusiedeln, der die Anpflanzung von Ölbäumen in Palästina fördern sollte. Die Idee dahinter: „Die Olive wurde von Dr. Selig Eugen Soskin, einem Agronomen und Mitglied des Palästina-Ausschusses, aufgrund ihrer Langlebigkeit, der Einfachheit, mit der sie angebaut und kultiviert wird, und der Kostengünstigkeit ihrer Pflege ausgewählt. Die Ernte der Olive ist sicherer als bei anderen Obstbäumen; und in den fünf oder sechs Jahre nach dem Anpflanzen ist es möglich, Feldfrüchte in den Zwischenräumen der Bäume anzubauen. Darüber hinaus würde für die Beschäftigung von Tausenden von jüdischen Arbeitern und Landpächtern gesorgt, neue Industrien würden geschaffen und Exporte und Handel würden gedeihen.“
Das Projekt habe anfangs wenig Anklang gefunden und erst Fahrt aufgenommen, nachdem es Otto Warburg auf dem siebten Zionistenkongress in den Kontext eines Herzl Forst in Erinnerung an den 1904 verstorbenen Theodor Herzl gestellt habe. Zu diesem Zweck wurde zwischen der ʿAtid-Fabrik und dem aufgegebenen Qirjat Sefer 1908 eine Baumschule angelegt, deren Leitung einem Agronomen namens Berman oblag. Dieser unterschätzte die symbolische Bedeutung der neuen Anpflanzung, mit der auch demonstriert werden sollte, „dass die neuen Juden Ölbäume heranziehen konnten, die so schön waren wie die Bäume in den vor langer Zeit angelegten Hainen der Araber im Tal“. Dieser „jüdisch-nationalen Bekundung“ stand entgegen, dass Berman die Ölbäume der Baumschule hatte von arabischen Arbeitern pflanzen lassen, was den Unwillen jüdischer Arbeiter nach sich zog. Diese taten sich zusammen und zogen die von arabischen Arbeitern gepflanzten Setzlinge aus dem Boden, um sie danach mit den eigenen – jüdischen – Händen wieder einzupflanzen. Alle Folgearbeiten wurden danach nur noch von Juden vorgenommen.

### Der Herzl-Wald
Die von Berman geleitete Baumschule war auch die Keimzelle für den Herzl-Wald. Arthur Ruppin vom Palästinaamt in Jaffa, Vertretung der Zionistischen Weltorganisation, ließ ab Mitte Mai 1908 auf dem Gelände von Ben Schemen die Aufforstung des Herzl-Waldes beginnen, wozu es arabische Arbeitsleute anheuerte.:39 Nach Protesten gegen die Beschäftigung arabischer Arbeiter, die Ölbäume gepflanzt hatten, übernahmen jüdische Arbeiter, durch sie wurden nun  „12.000 Bäume verschiedener Art gepflanzt, womit die Anfangsphase des Herzl-Waldes abgeschlossen war“. Obwohl nur ein Viertel der 12.000 Ölbäume Wurzeln geschlagen hatte, überlebte der Wald, aber einige Jahre später wurden auf Anraten von Experten vorwiegend forstwirtschaftlich interessante Bäume gepflanzt. Der Ben Shemen Forest gilt auch heute noch als größter Forst in Zentral-Israel. „Der Ben-Schemen-Forst war die erste und größte Aufforstungsinitiative in der Geschichte des Staates Israel und umfasst derzeit eine Fläche von 22.000 Dunam östlich der Stadt Lod. Es grenzt an Modiʿin-Forst, und beide Wälder bedecken zusammen eine Gesamtfläche von rund 30.000 Dunam. […] Als KKL-JNF 1907 das Land kaufte, wurden dort Olivenhaine angelegt, aber der Ertrag blieb hinter den Erwartungen zurück, so dass die Experten beschlossen, Kiefern und Zypressen zu pflanzen.“ Der Ausbau und die Pflege des Ben-Schemen-Forsts wurde in den Jahren nach der israelischen Unabhängigkeit kontinuierlich fortgesetzt und präsentiert sich heute als aktives Erholungsgebiet und touristisches Zentrum. Seit den 1990er Jahren gilt der Forst als die größte „grüne Lunge“ in Zentralisrael, die insbesondere den Bewohnern des Großraums von Gusch Dan von Nutzen ist.

### Die Landwirtschaftsschule
Ebenfalls 1908 war von jüdischer Seite aus beschlossen worden, einen Teil des nun vom JNF übernommenen Geländes für einen Ausbildungsbetrieb in Anbindung an die von Belkind hinterlassene Landwirtschaftsschule zu verwenden. Bein ging in dem Zusammenhang davon aus, dass das Nebeneinander von Landwirtschaftsschule und Waldanpflanzung zu unzulänglichen Verhältnissen geführt hätte und deshalb beschlossen worden sei, den Herzl-Wald auf dem Gelände des Kibbuz Chulda anzulegen, wo es tatsächlich einen Chulda-Forst mit einem Herzl House gibt. Somit war nun in Ben Schemen der Weg frei für den nächsten Entwicklungsschritt.
1909 richtete der JNF-KKL in Ben Schemen unter der Leitung von Yitzhak Wilkansky und auf dem Gelände des ehemaligen Qirjat Sefer ein landwirtschaftliches Musterprojekt ein, dessen „Arbeit mit Mischkulturen oder der Pflanzendiversifikation bis heute die Grundlage des größten Teils der israelischen Landwirtschaft bildet.“ Yitzhak Elazari Wilkansky, der sich später Jitzchaq Elʿazari-Volcani nannte und der Vater des 1915 in Ben Schemen geborenen Mikrobiologen Benjamin Elʿazari Volcani ist, war zuvor Lehrer an Belkinds Schule. Wilkansky, ein überzeugter Zionist, folgte bei seiner Arbeit zwei Prinzipien:
- Jüdische Besiedlung müsse ausschließlich durch jüdische Arbeit und von jüdischen Arbeitern vorangetrieben werden. Jüdische Wirtschaft müsse so aufgebaut werden, als gäbe es keine nicht-jüdischen Arbeitskräfte. Der jüdische Arbeiter sollte als dauerhafter und unveränderlicher Faktor betrachtet werden, ebenso wie das Land. Wenn die jüdische Arbeit nicht an die allgemein anerkannten Wirtschaftsformen angepasst werden konnte, muss diese an sie angepasst werden, ebenso wie Anpassungen in der Landwirtschaft aufgrund der Besonderheiten des Bodens vorgenommen wurden.[29]
- Wilkanskys Ansicht nach war es nicht möglich, europäische Anbaumethoden einfach auf Palästina zu übertragen, und die Ablösung der Monokulturen durch gemischte Landwirtschaft – eine zunehmend mehr akzeptierte Erkenntnis – wäre alleine icht dazu in der Lage, den jüdischen Bauernhöfen zu einer soliden wirtschaftlichen Basis zu verhelfen. Deshalb sei es erforderlich, wissenschaftlich zu arbeiten und zu experimentieren, um die Grundlagen herauszufinden, die für die unterschiedlichen Bedingungen der jüdischen Landwirtschaft am besten geeignet sind. Dazu bedürfe es ausgebildeter Agronomen, denn der einzelne Landwirt, der seinen Lebensunterhalt mit der Landwirtschaft verdienen müsse, könne unmöglich auch noch experimentell arbeiten.[30]

Wilkansky, der 1910 auch noch die Verantwortung für Chulda übernommen hatte, betrachtete die Baumpflanzungen nur als Grundlage zur Absicherung der Arbeit in Ben Schemen und Chulda. Wichtiger war ihm, finanzielle Ressourcen für die Erprobung neuer Zweige der Landwirtschaft zu finden, zumal er sich auch bewusst war, dass die Baumpflanzungen für lange Zeit noch keinen Ertrag abwerfen würden, während andererseits die Notwendigkeit für ernt- und verwertbare Feldfrüchte bestand – alleine schon deshalb, um die Ausgaben für die Lebensbedürfnisse der auf der Station lebenden Menschen zu senken. Doch der Getreideanbau erwies sich als schwierig, der Boden bei Ben Schemen und Chulda war für Baumplantagen bestens geeignet, aber nicht für normale Landwirtschaft. Vor allem die Fähigkeit des Bodens, Feuchtigkeit zu speichern, musste verbessert werden. Wilkansky experimentierte mit Bewässerungsmethoden, und „innerhalb weniger Jahre produzierte Ben Schemen den besten Weizen in ganz Palästina“. Er stützte sich dabei auch auf die Erfahrungen palästinadeutscher Kolonisten der Tempelgesellschaft, die 1902 ganz in der Nähe ihre Kolonie Wilhelma (heute: Bnei ʿAtarot) gegründet hatten und bereits Erfolge im Gemüse- und Futterpflanzenanbau sowie in der Milchwirtschaft vorweisen konnten. Wilkansky forcierte Untersuchungen auf speziellen Versuchsflächen, experimentierte mit Kunstdünger und arbeitete systematisch daran, die geeignetste Fruchtfolge für verschiedene Bodenarten und zur Ertragssteigerung zu finden.

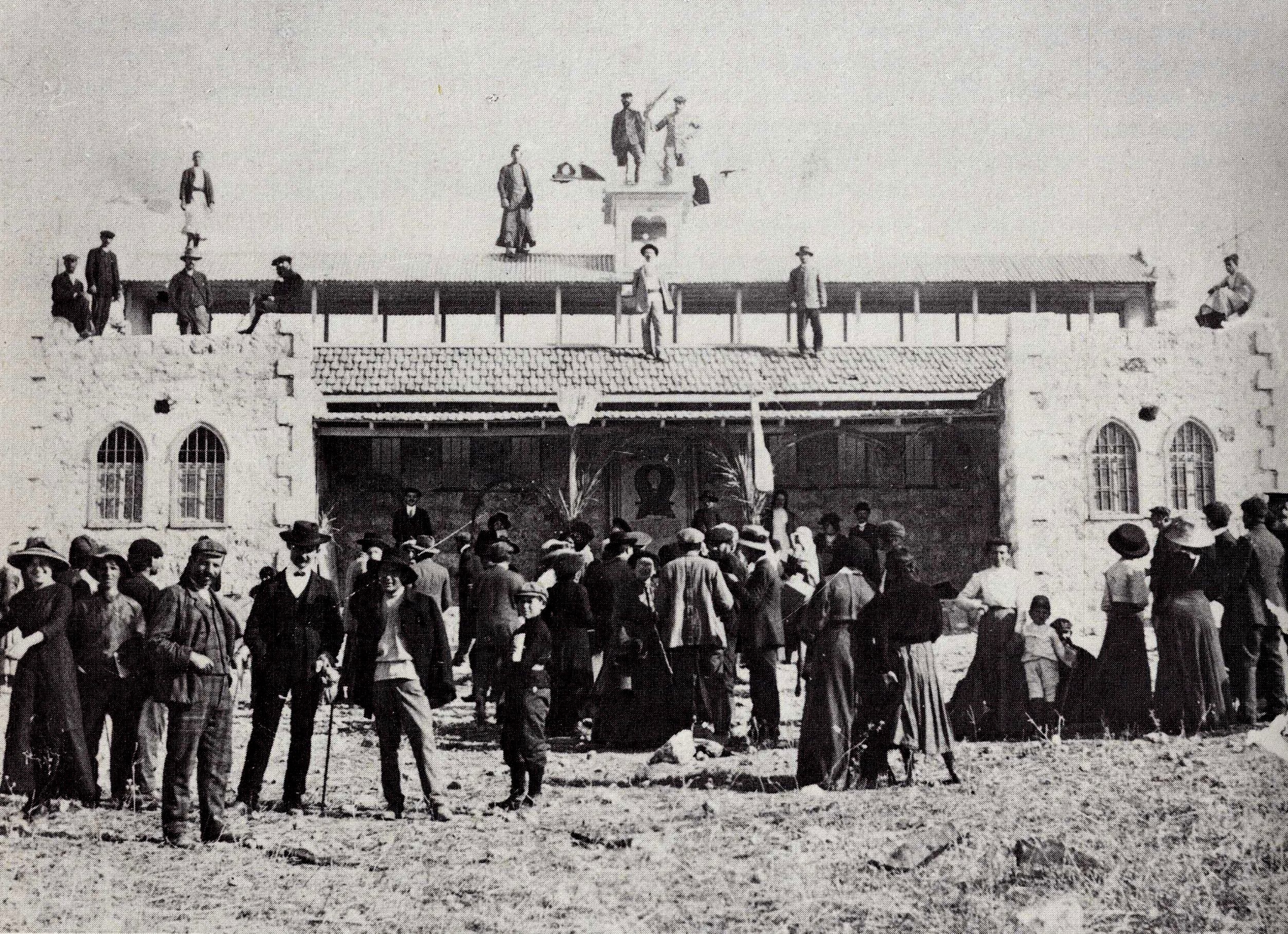
Einweihung der Bezalel-Kolonie in Ben Schemen, Chanukka 1911

1911 ließen sich zehn jemenitische Familien in Ben Schemen nieder. Sie standen in der Tradition der Bezalel School of Arts & Crafts und suchten eine Verbindung zwischen Landwirtschaft mit Kunsthandwerk herzustellen. „Professor Boris Schatz, einer der Gründer der Bezalel Art Academy, gründete ein Dorf für Silberschmiede und Goldschmiede. JNF gewährte jeder der zehn Familien, die aus Jerusalem mit der Absicht gekommen waren, hier zu leben und kleines Gewerbe mit Landwirtschaft zu verbinden, ein Grundstück von zwei Dunam. Dieser neuartige Versuch, eine Gemeinschaft zu gründen, scheiterte jedoch, aber einige dieser Häuser sind heute noch zu sehen“ und wurden später von Arbeitern bezogen, die auf dem Gut arbeiteten.
Ab 1912 konnte Wilkansky mit finanzieller Unterstützung des JNF die Milchwirtschaft erheblich ausbauen. Sein Ziel, Kühe zu züchten, die resistent wären gegen das levantinische Klima und zugleich einen hohen Milchertrag versprächen, versuchte er durch die Kreuzung libanesischer Kühe mit friesischen und niederländischen Kühen zu erreichen. „Dies war das erste groß angelegte Experiment seiner Art auf einem jüdischen Bauernhof, dessen erfolgreiche Ergebnisse einen entscheidenden Einfluss auf die Entwicklung der jüdischen Milchwirtschaft haben sollten. In der Tat war alles, was später in diesem Bereich erreicht wurde, auf die Arbeit in Ben Schemen zurückzuführen.“ Wie erfolgreich diese Versuche waren und bis heute sind, dokumentiert ein aktueller Zeitungsartikel über „die Wunderkühe aus der Wüste“, in dem berichtet wird, dass „israelische Kühe weltweit die meiste Milch [geben] – fast doppelt so viele wie deutsche“.
Basierend auf Wilkanskys landwirtschaftlichen Experimenten entwickelte sich Ben Schemen „zunehmend zu einer Modellsiedlung und erlangte als Ort, an dem die Arbeiter praktische Erfahrungen sammeln konnten, sogar Vorrang vor Merchavia, Degania und Kinnereth. Arbeiter aus den jüdischen Dörfern gingen nach Ben Schemen, weil sie sich dort ein Wissen über moderne landwirtschaftliche Methoden aneignen konnten, das anderswo unerreichbar war.“ 1913 wurde dann auf Vorschlag Wilkanskys Ben Shemen in einen Ausbildungsbetrieb verwandelt. „Er bildete Arbeitsgruppen, die er aus erfahrenen Landwirten zusammensetzte und von denen eine sich in den leer stehenden Häusern der fortgezogenen Jemeniten niederließ, und schuf ein winziges, aber florierendes Dorf. Sechzehn Jahre lang vollbrachte Vilkansky Großes im Tal von Lydda und bewies, dass, wie Chaim Weizmann es ausgedrückt hatte, ‚jüdische Hände‘ Wunder bewirken können.“
In Ben Schemen wurde das Prinzip, die Arbeit Gruppen von eigenverantwortlich arbeitenden Arbeitskräften anzuvertrauen, ausgeweitet, was dazu führte, dass die Siedlung zu Beginn des Ersten Weltkriegs in der Lage war, Milch nach Tel Aviv zu liefern. Doch dann geriet Ben Schemen zwischen die Fronten der Streitkräfte von Mittelmächten und Triple Entente und wurde weitgehend zerstört. Wann eine erneute Besiedlung erfolgte, ist unbekannt, aber 1921 scheint eine Veränderung stattgefunden zu haben: „1921 wurde einer der ersten Moschavim in Ben Schemen gegründet.“ Nach anderen Quellen war das allerdings erst 1923, und der Schritt folgte als Ausgründung von Ben Schemen: 1923 teilte sich die dortige Siedlungsgemeinschaft, und eine Gruppe der Versuchsfarmer gründete den separaten Moschav Kerem Ben Schemen.
1922 lebten laut einem Bericht der Britischen Mandatsbehörden wieder 90 Personen in Ben Schemen, 44 Männer und 46 Frauen, deren Zahl bis 1931 auf 353 Personen in 30 Häusern anwuchs.
1926 verlegte Wilkansky, der schon seit Beginn des Ersten Weltkriegs die Aufsicht über die gesamte landwirtschaftliche Tätigkeit des Palästinaamts übernommen hatte, den Schwerpunkt seiner Tätigkeit endgültig von Ben Schemen nach Rechovot. Hintergrund hierzu war ein Beschluss der zionistischen Exekutive im damaligen Palästina aus der Zeit von 1920/1921. Es sollte ein landwirtschaftliches Forschungsinstitut gegründet werden. „Jitzchaq Elʿazari Wilkansky, der die Idee hatte, ein landwirtschaftliches Forschungsinstitut auf der Grundlage ‚wissenschaftlicher Untersuchungen mit speziellen Werkzeugen‘ (aus seinem Buch On the way) zu gründen, wurde von Arthur Ruppin und dem dritten Präsidenten der zionistischen Bewegung, Prof. Otto Warburg, unterstützt. Während der Gründungszeit der Station war Prof. Warburg Direktor des Instituts für Landwirtschaft und Naturwissenschaften, Jitzchaq Elʿazari Wilkansky Direktor der Landwirtschaftlichen Experimentierstation und wechselte 1928 an die Hebräische Universität Jerusalem. Jitzchaq Elʿazari Wilkansky (später Volcani), Gründer der Station (und Leiter der Volkswirtschaftsabteilung), präsentierte einen Aktionsplan auf drei Ebenen: Forschung, Ausbildung und Unterricht. Als die Station gegründet wurde, begannen sie, Forschung und Ausbildung zu betreiben, die in die Einrichtung integriert war.“

## Das Kinder- und Jugenddorf
1927 gründete Siegfried Lehmann das heute noch existierende Kinder- und Jugenddorf Ben Schemen. „An einem regnerischen Wintertag zog Lehmann […] mit seiner Frau und einem Dutzend Waisenkinder aus Kaunas kommend in Kiryat Sefer ein, in die Gebäude, die Israel Belkind zwanzig Jahre zuvor für die Kinder errichtet hatte, die bei den Pogromen von Kischinew ihre Eltern verloren hatten.“ 1934 war es einer der ersten Stützpunkte für die Kinder- und Jugend-Alijah.

## Ben Schemen im Unabhängigkeitskrieg
Das von der Straße von Jaffa nach Jerusalem durchzogene Tal von Lod (Lydda), zu dem auch Ben Schemen gehört, ist seit der Antike ein wichtiger Verkehrsweg und von strategischer Bedeutung. Das führte dazu, dass das Tal im Krieg um Israels Unabhängigkeit zum Schauplatz erbitterter Auseinandersetzungen zwischen Arabern und Juden wurde.
Am 26. Januar 1940 fand im Kinder- und Jugenddorf eine Razzia der britischen Palestine Police statt. Es wurden Waffen gefunden, die dort von der Haganah gelagert worden waren, und Siegfried Lehmann und andere wurden verhaftet und zu Haftstrafen verurteilt.
Im Dezember 1947 wurde ein aus sieben Autos bestehender Konvoi auf dem Weg nach Ben Schemen überfallen, dreizehn der jüdischen Insassen wurden ermordet. Im Februar 1948 wurden 400 Kinder aus dem Kinder- und Jugenddorf evakuiert; zwei Monate später ist aus der Siedlung ein befestigter militärischer Posten geworden. Noch allerdings eskalierten die Auseinandersetzungen zwischen Arabern und Juden nicht.
Unklar ist, inwieweit Ben Schemen selber Opfer des Unabhängigkeitskrieges wurde. Anfang 1948 seien sowohl die Schule als auch der Moschav belagert und die Schule danach evakuiert worden.
Anfang Juli 1948 genehmigt David Ben-Gurion die Operation Larlar zur Eroberung von Lod, Ramla, Latrun und Ramallah. In der Folge konzentrierte Mosche Dajan am 11. Juli 1948 ein Regiment in Ben Schemen und beginnt von dort aus den Angriff auf Lod. Unter großen Verlusten für die Araber wird die Stadt innerhalb kurzer Zeit eingenommen. Am folgenden Tag kommt es aufgrund mehrerer Missverständnisse zu erneuten Kämpfen in Lod, in die auch Absolventen des Kinder- und Jugenddorfes involviert sind.
„Die Anhänger der zionistischen Bewegung veranstalten in Lydda ein Massaker.“ Der jüdische Kommandant dieses Massakers, Mula Cohen, war ein Absolvent der Ausbildung im Kinder- und Jugenddorf Ben Schemen, er stammte wie Siegfried Lehmann aus Kaunas und war mit diesem befreundet. In der Folge erteilte Jitzchak Rabin den Befehl zur Vertreibung der arabischen Bevölkerung aus der Stadt. Am 13. Juli 1948 wurde Lod geräumt. „Fünfundvierzig Jahre gab der Zionismus vor, sich in der ʿAtid-Fabrik, dem Olivenwald und der Ben-Shemen-Jugendsiedlung zu manifestieren, mit all diesem identisch zu sein. Dann, in den drei Tagen des entsetzlichen Sommers 1948, offenbarte sich die Unvereinbarkeit – mit tragischen Folgen. Lydda existierte nicht mehr.“

## Nach dem Krieg
1952 wurde von Siedlern aus Rumänien, deren Hauptbeschäftigung der Milch- und Zitrusanbau war, ein neuer Moschav gegründet. Die Encyclopedia Judaica lässt offen, ob es sich dabei um die Neugründung von Ben Schemen gehandelt hat, oder um eine weitere Ausgründung. Auf der Seite des JNF heißt es dazu: „Nach der Gründung des Staates Israel wurde der Moschav Ben Schemen auf den Fundamenten des verlassenen Moschav neu gegründet.“
Das 1970 gegründete Modan Publishing House, einer der größten israelischen Verlage, hat seinen Sitz in Ben Schemen.
2002 hätten 550 Menschen im Moschav gelebt und 638 im Kinder- und Jugenddorf.

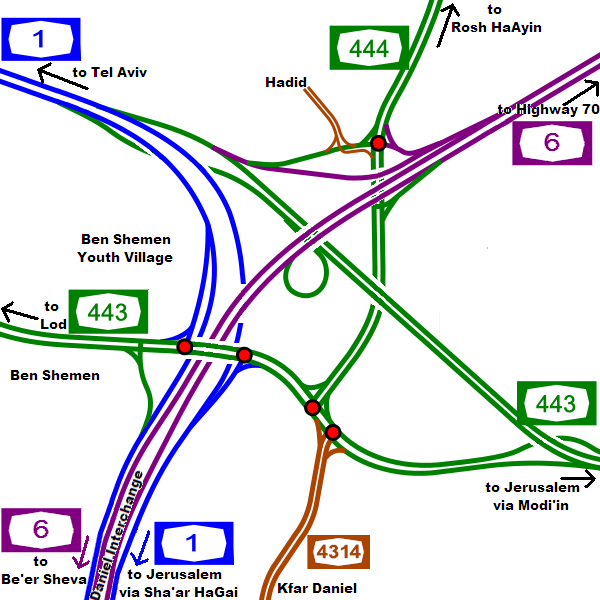
Mechlaf Ben Schemen schematisch dargestellt

## Anschlussstelle Ben Schemen
Der Mechlaf Ben Schemen (מֶחְלַף בֶּן שֶׁמֶן deutsch ‚Anschlussstelle Ben Schemen‘, englisch Ben Shemen Interchange) ist einer der größten und komplexesten Autobahnknotenpunkte Israels. Er verknüpft die Haupt-Landesstraße , die Haupt-Landesstraße , die Regionalstraße  und die Regionalstraße   sowie mehrere lokale Straßen miteinander. (Lage) Die Route 443 trennt heute das nördlich davon gelegene Kinder- und Jugenddorf sowie Kerem Ben Schemen von dem südlich der Straße gelegenen Ben Schemen.

## Fotogalerie

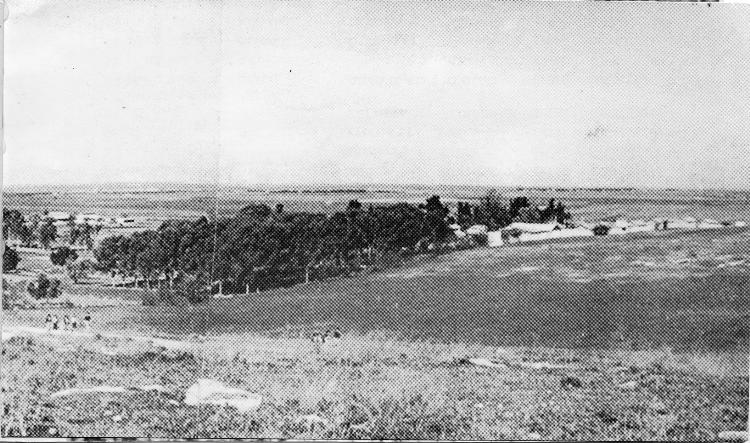
Ben Schemen: Foto aus dem Palmach-Archiv, 1948. Photograph from Palmach archive
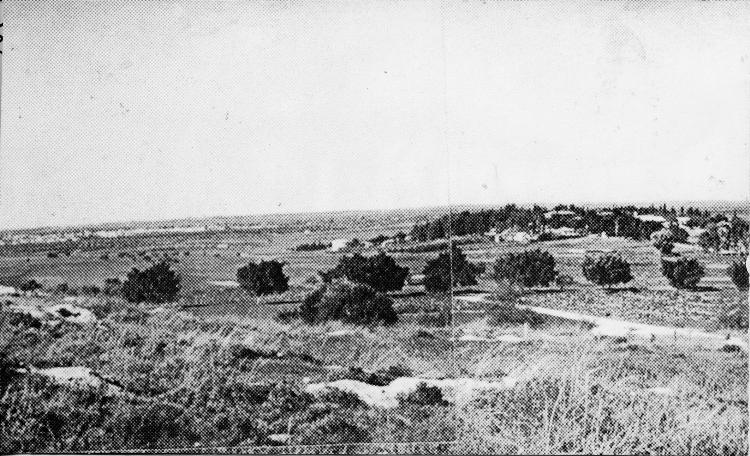
Ben Schemen: Basis der Jiftach-Brigade der Palmach, 1948
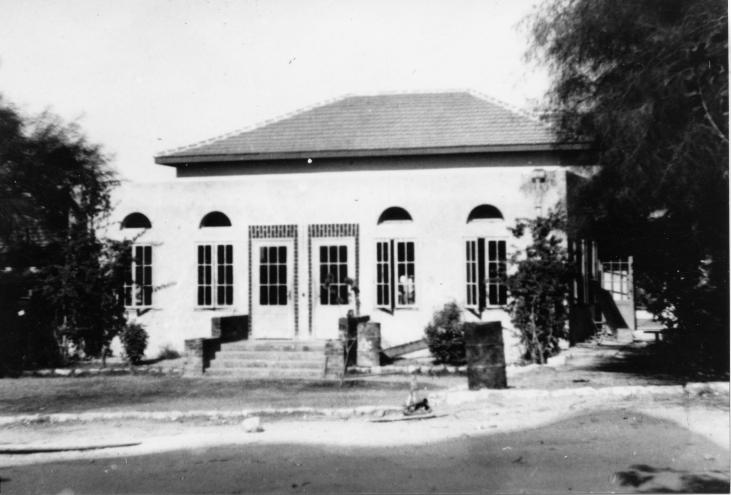
Ben Schemen: Speiseraum 1948
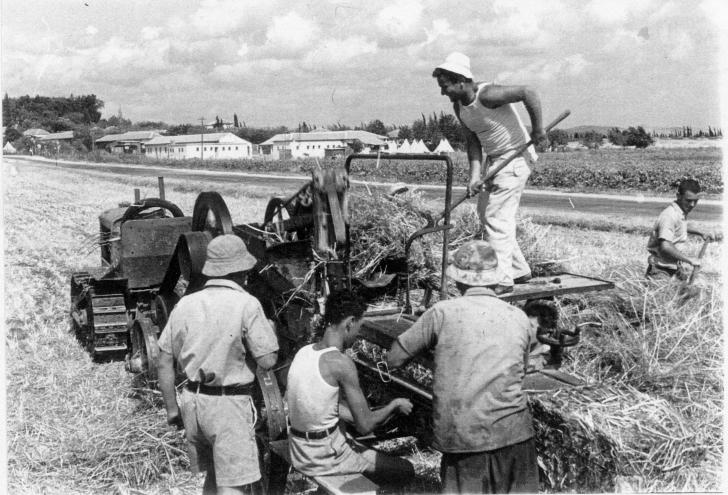
Ben Schemen: Ernte
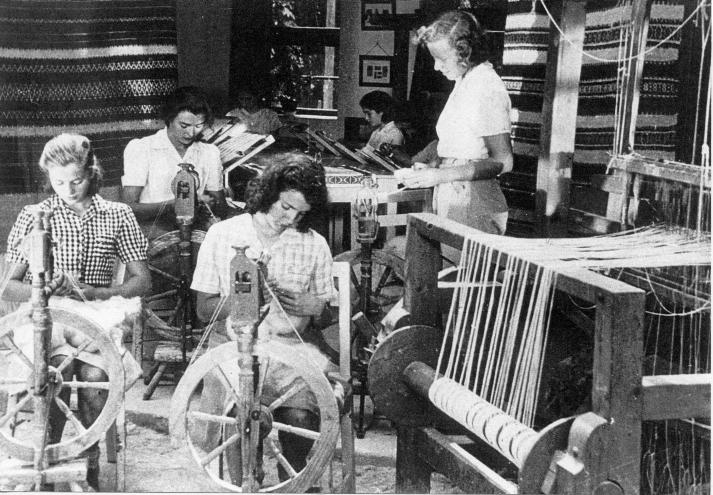
Ben Schemen: Wollerzeugung
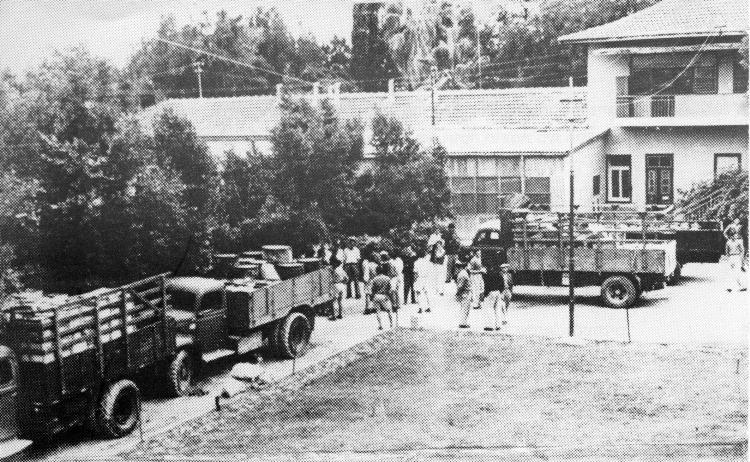
Ben Schemen: Evakuierung Anfang 1948
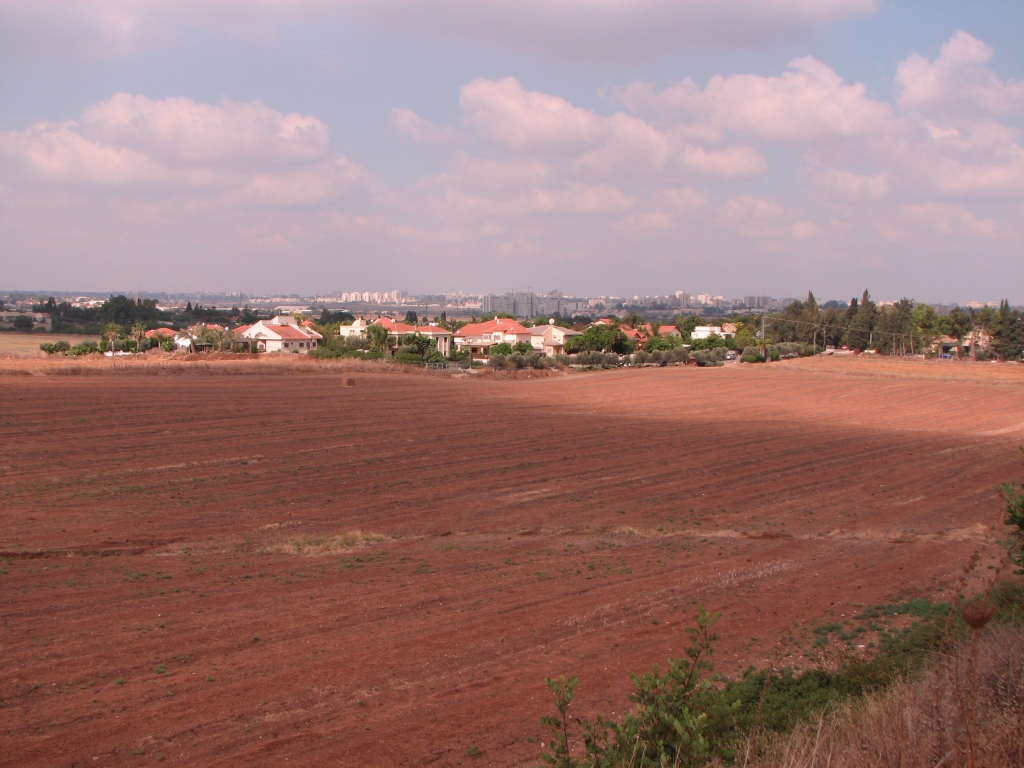
Ben Schemen: um 2010